# Corynoptera syriaca
Corynoptera syriaca är en tvåvingeart som först beskrevs av Franz Lengersdorf 1934.  Corynoptera syriaca ingår i släktet Corynoptera och familjen sorgmyggor.
Artens utbredningsområde är Israel. Inga underarter finns listade i Catalogue of Life.